# Вітольд Вандурський
Вітольд-Богдан Вандурський (пол. Wandurski Witold; 8 квітня 1891, Мачки, Сосновець, Польща — 1 червня 1934, Москва) — польський письменник, драматург, перекладач, театральний і громадський діяч, театральний художник. Один із зачинателів польської пролетарської поезії та організаторів робітничого театру.

## Життєпис
1916—1921 працював у Росії й Україні, був засновником і режисером робітничого театру в Харкові.
1921 — брав активну участь в комуністичному русі у Польщі.
1923 — співорганізатор, від 1925 — керівник і режисер аматорського театру «Сцена робітнича» у Лодзі. Тоді ж — видавець газети «Republika».
З 1927 — редактор журалу «Dźwignia» (Лодзь).
Заснував робітничий театр також у Берліні.
1925 — разом із Владиславом Броневським і Станіславом-Ришардом Станде видав збірку віршів «Три залпи» (Варшава) — маніфест пролетарської поезії.
Був автором низки так званих сценічних плакатів — гостросатиричних агітаційних п'єс, створених на основі традицій народного ярмаркового та бурлескного театру: «Світова біржа», «Смерть на груші» (обидві — Краків, 1923), «Вистава про Ірода» (Варшава, 1926), «В готелі „Імперіалізм“» (Москва, 1929); поетична збірка «Сажа й золото» (Лодзь, 1926).
1929 — через репресії у Польщі емігрував до СРСР.
1929—1931 — керівник Польського театру-студії «Польпрат» (Polprat) у Києві, для осучаснював твори польських письменників на українську тематику («Срібний сон Саломеї» Юліуша Словацького, «Слово про Якуба Шелю» Бруно Ясенського).
Друкувався в українській пресі («Маяковський і польські поети» // «Життя й революція», 1931, № 7).
Автор драми «Рабан», поставленої 1932 року Олександром Скибневським у Києві. Перекладав твори М. Гоголя, В. Маяковського, О. Блока.
Українською мовою вірші Вандурського перекладали Д. В. Павличко, Л. В. Череватенко.
1931 — переїхав до Москви через репресії щодо Польського театру у Києві.
1933 — був заарештований.
9 березня 1934 року був засуджений до розстрілу. Перед екзекуцією опублікував на шпальтах газети «Sierp» текст з визнанням «помилок», але це не врятувало його від смерті — був розстріляний в Москві 1 червня 1934 року.
Реабілітований 1956 року.

## Особисте життя
Був одружений з Вандою Стабілло.

## Твори
- Антологія польської поезії: у 2 томах. Т. 2. Київ: 1979 (в українському перекладі)